# Championnat de France de football 2016-2017
Navigation
Ligue 1 2015-2016 Ligue 1 2017-2018
La saison 2016-2017 de Ligue 1 est la 79e édition du championnat de France de football et la quinzième sous l'appellation « Ligue 1 ».
La saison a débuté le 12 août 2016 pour se terminer le 20 mai 2017. Elle voit le sacre de l'AS Monaco, emmenée par une attaque prolifique (107 buts) et ses jeunes talentueux: Thomas Lemar, Fabinho, Bernardo Silva, Benjamin Mendy et Kylian Mbappé.

## Participants
Les 17 premiers du Championnat de France de football 2015-2016 ainsi que les trois premiers de la Ligue 2 2015-2016 participent à la compétition.
| \| Paris SG AS Monaco Olympique lyonnais Stade rennais FC OGC Nice AS Saint-Étienne Dijon FCO Angers SCO Lille OSC SM Caen AS Nancy-Lorraine FC Nantes Montpellier HSC Girondins de Bordeaux SC Bastia EA Guingamp FC Lorient Olympique de · Marseille FC Metz Toulouse FC \| Localisation des clubs engagés dans le championnat. |
| Paris SG AS Monaco Olympique lyonnais Stade rennais FC OGC Nice AS Saint-Étienne Dijon FCO Angers SCO Lille OSC SM Caen AS Nancy-Lorraine FC Nantes Montpellier HSC Girondins de Bordeaux SC Bastia EA Guingamp FC Lorient Olympique de · Marseille FC Metz Toulouse FC                                                           |

| Club                   | Dernière montée | Budget en M€ | Classement 2015-2016 | Entraîneur            | Depuis | Stade                   | Capacité théorique | Nombre de saisons en Ligue 1 |
| ---------------------- | --------------- | ------------ | -------------------- | --------------------- | ------ | ----------------------- | ------------------ | ---------------------------- |
| Paris Saint-Germain    | 1974            | 503          | 1er                  | Unai Emery            | 2016   | Parc des Princes        | 48 527             | 43                           |
| Olympique lyonnais     | 1989            | 250          | 2e                   | Bruno Génésio         | 2015   | Parc Olympique lyonnais | 59 186             | 57                           |
| AS Monaco              | 2013            | 144          | 3e                   | Leonardo Jardim       | 2014   | Stade Louis-II          | 18 523             | 57                           |
| OGC Nice               | 2002            | 68           | 4e                   | Lucien Favre          | 2016   | Allianz Riviera         | 35 624             | 57                           |
| Lille OSC              | 2000            | 55           | 5e                   | Franck Passi          | 2017   | Stade Pierre-Mauroy     | 50 157             | 56                           |
| AS Saint-Étienne       | 2004            | 77           | 6e                   | Christophe Galtier    | 2009   | Stade Geoffroy-Guichard | 41 965             | 63                           |
| SM Caen                | 2014            | 33           | 7e                   | Patrice Garande       | 2012   | Stade Michel-d'Ornano   | 21 250             | 15                           |
| Stade rennais FC       | 1994            | 51           | 8e                   | Christian Gourcuff    | 2016   | Roazhon Park            | 29 269             | 59                           |
| Angers SCO             | 2015            | 34           | 9e                   | Stéphane Moulin       | 2011   | Stade Raymond-Kopa      | 18 000             | 24                           |
| SC Bastia              | 2012            | 28           | 10e                  | Rui Almeida           | 2017   | Stade Armand-Cesari     | 17 000             | 34                           |
| Girondins de Bordeaux  | 1992            | 66           | 11e                  | Jocelyn Gourvennec    | 2016   | Stade Matmut-Atlantique | 42 115             | 63                           |
| Montpellier HSC        | 2009            | 41           | 12e                  | Jean-Louis Gasset     | 2017   | Stade de la Mosson      | 32 950             | 24                           |
| Olympique de Marseille | 1996            | 109          | 13e                  | Rudi Garcia           | 2016   | Orange Vélodrome        | 67 395             | 66                           |
| FC Nantes              | 2013            | 44           | 14e                  | Sergio Conceição      | 2016   | Stade de la Beaujoire   | 38 004             | 48                           |
| FC Lorient             | 2006            | 29           | 15e                  | Bernard Casoni        | 2016   | Stade du Moustoir       | 18 500             | 11                           |
| EA Guingamp            | 2013            | 36           | 16e                  | Antoine Kombouaré     | 2016   | Stade de Roudourou      | 18 500             | 10                           |
| Toulouse FC            | 2003            | 37           | 17e                  | Pascal Dupraz         | 2016   | Stadium                 | 33 150             | 28                           |
| AS Nancy-Lorraine      | 2016            | 29           | 1er (Ligue 2)        | Pablo Correa          | 2013   | Stade Marcel-Picot      | 20 087             | 29                           |
| Dijon FCO              | 2016            | 30           | 2e (Ligue 2)         | Olivier Dall'Oglio    | 2012   | Stade Gaston-Gérard     | 10 578             | 1                            |
| FC Metz                | 2016            | 32           | 3e (Ligue 2)         | Philippe Hinschberger | 2015   | Stade Saint-Symphorien  | 25 636             | 58                           |

Légende des couleurs
- Phase de groupes de la Ligue des champions 2016-2017
- Troisième tour de qualification de la Ligue des champions 2016-2017
- Phase de groupes de la Ligue Europa 2016-2017
- Troisième tour de qualification de la Ligue Europa 2016-2017
- Promu de Ligue 2 2015-2016

### Changements d'entraîneur
| Club                   | Entraîneur partant  | Motif du départ     | Date de départ    | Position   | Entraîneur arrivant      | Date d'arrivée   |
| ---------------------- | ------------------- | ------------------- | ----------------- | ---------- | ------------------------ | ---------------- |
| FC Nantes              | Michel Der Zakarian | Fin de contrat      | 17 mai 2016       | Pré-saison | René Girard              | 17 mai 2016      |
| Stade rennais FC       | Rolland Courbis     | Fin de contrat      | 17 mai 2016       | Pré-saison | Christian Gourcuff       | 17 mai 2016      |
| OGC Nice               | Claude Puel         | Consentement mutuel | 24 mai 2016       | Pré-saison | Lucien Favre             | 24 mai 2016      |
| Girondins de Bordeaux  | Ulrich Ramé         | Fin de contrat      | 27 mai 2016       | Pré-saison | Jocelyn Gourvennec       | 27 mai 2016      |
| EA Guingamp            | Jocelyn Gourvennec  | Signé par Bordeaux  | 27 mai 2016       | Pré-saison | Antoine Kombouaré        | 30 mai 2016      |
| Paris Saint-Germain    | Laurent Blanc       | Renvoi              | 27 juin 2016      | Pré-saison | Unai Emery               | 28 juin 2016     |
| Olympique de Marseille | Franck Passi        | Renvoi              | 20 octobre 2016   | 12e        | Rudi Garcia              | 20 octobre 2016  |
| FC Lorient             | Sylvain Ripoll      | Renvoi              | 23 octobre 2016   | 20e        | Bernard Casoni           | 8 novembre 2016  |
| Lille OSC              | Frédéric Antonetti  | Renvoi              | 22 novembre 2016  | 19e        | Patrick Collot (intérim) | 22 novembre 2016 |
| FC Nantes              | René Girard         | Renvoi              | 1er décembre 2016 | 19e        | Sergio Conceição         | 8 décembre 2016  |
| Montpellier HSC        | Frédéric Hantz      | Renvoi              | 30 janvier 2017   | 15e        | Jean-Louis Gasset        | 31 janvier 2017  |
| Lille OSC              | Patrick Collot      | Fin de l'intérim    | 14 février 2017   | 17e        | Franck Passi             | 14 février 2017  |
| SC Bastia              | François Ciccolini  | Renvoi              | 27 février 2017   | 19e        | Rui Almeida              | 27 février 2017  |

## Compétition

### Classement
Le classement est calculé avec le barème de points suivant : une victoire vaut trois points, le match nul un. La défaite ne rapporte aucun point.
Critères de départage :
1. plus grand nombre de points ;
2. plus grande différence de buts générale ;
3. plus grand nombre de buts marqués ;
4. plus grande différence de buts particulière ;
5. meilleure place au Challenge du fair-play (1 point par joueur averti, 3 points par joueur exclu)

Source : Classement officiel sur le site de la LFP.

| Rang | Équipe                      | Pts | J  | G  | N  | P  | Bp  | Bc | Diff |
| ---- | --------------------------- | --- | -- | -- | -- | -- | --- | -- | ---- |
| 1    | AS Monaco                   | 95  | 38 | 30 | 5  | 3  | 107 | 31 | +76  |
| 2    | Paris Saint-Germain T S L C | 87  | 38 | 27 | 6  | 5  | 83  | 27 | +56  |
| 3    | OGC Nice                    | 78  | 38 | 22 | 12 | 4  | 63  | 36 | +27  |
| 4    | Olympique lyonnais          | 67  | 38 | 21 | 4  | 13 | 77  | 48 | +29  |
| 5    | Olympique de Marseille      | 62  | 38 | 17 | 11 | 10 | 57  | 41 | +16  |
| 6    | Girondins de Bordeaux       | 59  | 38 | 15 | 14 | 9  | 53  | 43 | +10  |
| 7    | FC Nantes                   | 51  | 38 | 14 | 9  | 15 | 40  | 54 | -14  |
| 8    | AS Saint-Étienne            | 50  | 38 | 12 | 14 | 12 | 41  | 42 | -1   |
| 9    | Stade rennais FC            | 50  | 38 | 12 | 14 | 12 | 36  | 42 | -6   |
| 10   | EA Guingamp                 | 50  | 38 | 14 | 8  | 16 | 46  | 53 | -7   |
| 11   | Lille OSC                   | 46  | 38 | 13 | 7  | 18 | 40  | 47 | -7   |
| 12   | Angers SCO                  | 46  | 38 | 13 | 7  | 18 | 40  | 49 | -9   |
| 13   | Toulouse FC                 | 44  | 38 | 10 | 14 | 14 | 37  | 41 | -4   |
| 14   | FC Metz P                   | 43  | 38 | 11 | 10 | 17 | 39  | 72 | -33  |
| 15   | Montpellier HSC             | 39  | 38 | 10 | 9  | 19 | 48  | 66 | -18  |
| 16   | Dijon FCO P                 | 37  | 38 | 8  | 13 | 17 | 46  | 58 | -12  |
| 17   | SM Caen                     | 37  | 38 | 10 | 7  | 21 | 36  | 65 | -29  |
| 18   | FC Lorient                  | 36  | 38 | 10 | 6  | 22 | 44  | 70 | -26  |
| 19   | AS Nancy-Lorraine P         | 35  | 38 | 9  | 8  | 21 | 29  | 52 | -23  |
| 20   | SC Bastia                   | 34  | 38 | 8  | 10 | 20 | 29  | 54 | -25  |

Qualifications européennes
Ligue des champions 2017-2018
- 1er et 2e du championnat : phase de groupes
- 3e du championnat : troisième tour pour non-champions

Ligue Europa 2017-2018
- 4e : phase de groupes
- 5e et 6e : troisième tour de qualification

Relégation en Ligue 2 2017-2018
- 18e : barrages de relégation
- 19e : Relégation en Ligue 2

Rétrogradation administrative
- 20e : Rétrogradation en National 3

Abréviations
- T : Tenant du titre
- C : Vainqueur de la Coupe de France 2017
- L : Vainqueur de la Coupe de la Ligue 2017
- S : Vainqueur du Trophée des champions 2016
- P : Promus de Ligue 2 2015-2016

### Leader par journée
Le titre s'est joué jusqu'à la quasi fin du championnat. À la fin de la 37e journée, l'AS Monaco avait 3 points d'avance sur le PSG et un match en retard de la 31e journée. Après avoir gagné son match en retard contre l'ASSE, l'AS Monaco a donc 6 points d'avance avant la 38e et dernière journée et ne peut donc plus être rejoint par son dauphin le Paris Saint Germain.

### Matchs
| Résultats (▼dom., ►ext.)                                   | SCO | SCB | GDB | SMC | DFCO | EAG | LOSC | FCL | 0OL0 | OM  | FCM | ASM | MHSC | ASNL | FCN | OGCN | PSG | SRFC | ASSE | TFC |
| Angers SCO                                                 |     | 3-0 | 1-1 | 2-1 | 3-1  | 3-0 | 1-0  | 2-2 | 1-2  | 1-1 | 2-1 | 0-1 | 2-0  | 1-0  | 0-2 | 0-1  | 0-2 | 0-0  | 1-2  | 0-0 |
| SC Bastia                                                  | 1-2 |     | 1-1 | 1-1 | 0-0  | 1-0 | 0-1  | 2-0 | 0-0a | 1-2 | 2-0 | 1-1 | 1-1  | 0-0  | 2-2 | 1-1  | 0-1 | 1-0  | 0-0  | 2-1 |
| Girondins de Bordeaux                                      | 0-1 | 2-0 |     | 0-0 | 3-2  | 3-0 | 0-1  | 2-1 | 1-1  | 1-1 | 3-0 | 0-4 | 5-1  | 1-1  | 1-0 | 0-0  | 0-3 | 1-1  | 3-2  | 1-0 |
| SM Caen                                                    | 2-3 | 2-0 | 0-4 |     | 3-3  | 1-1 | 0-1  | 3-2 | 3-2  | 1-5 | 3-0 | 0-3 | 0-2  | 1-0  | 0-2 | 1-0  | 0-6 | 0-1  | 0-2  | 1-0 |
| Dijon FCO                                                  | 3-2 | 1-2 | 0-0 | 2-0 |      | 3-3 | 0-0  | 1-0 | 4-2  | 1-2 | 0-0 | 1-1 | 3-3  | 2-0  | 0-1 | 0-1  | 1-3 | 3-0  | 0-1  | 2-0 |
| EA Guingamp                                                | 1-0 | 5-0 | 1-1 | 0-1 | 4-0  |     | 1-0  | 1-0 | 2-1  | 2-1 | 1-0 | 1-2 | 1-1  | 1-0  | 2-0 | 0-1  | 2-1 | 1-1  | 0-2  | 2-1 |
| Lille OSC                                                  | 1-2 | 2-1 | 2-3 | 4-2 | 1-0  | 3-0 |      | 0-1 | 0-1  | 0-0 | 0-2 | 1-4 | 2-1  | 1-0  | 3-0 | 1-2  | 0-1 | 1-1  | 1-1  | 1-2 |
| FC Lorient                                                 | 1-1 | 0-3 | 1-1 | 1-0 | 2-3  | 3-1 | 1-0  |     | 1-0  | 1-4 | 5-1 | 0-3 | 2-2  | 0-2  | 1-2 | 0-1  | 1-2 | 2-1  | 2-1  | 1-1 |
| Olympique lyonnais                                         | 2-0 | 2-1 | 1-3 | 2-0 | 4-2  | 1-3 | 1-2  | 1-4 |      | 3-1 | 5-0 | 1-2 | 5-1  | 4-0  | 3-2 | 3-3  | 1-2 | 1-0  | 2-0  | 4-0 |
| Olympique de Marseille                                     | 3-0 | 1-0 | 0-0 | 1-0 | 1-1  | 2-0 | 2-0  | 2-0 | 0-0  |     | 1-0 | 1-4 | 5-1  | 3-0  | 2-1 | 2-1  | 1-5 | 2-0  | 4-0  | 0-0 |
| FC Metz                                                    | 2-0 | 1-0 | 0-3 | 2-2 | 2-1  | 2-2 | 3-2  | 3-3 | 0-3  | 1-0 |     | 0-7 | 2-0  | 2-1  | 1-1 | 2-4  | 2-3 | 1-1  | 0-0  | 1-1 |
| AS Monaco                                                  | 2-1 | 5-0 | 2-1 | 2-1 | 2-1  | 2-2 | 4-0  | 4-0 | 1-3  | 4-0 | 5-0 |     | 6-2  | 6-0  | 4-0 | 3-0  | 3-1 | 3-0  | 2-0  | 3-1 |
| Montpellier HSC                                            | 1-0 | 2-1 | 4-0 | 3-2 | 1-1  | 1-1 | 0-3  | 2-0 | 1-3  | 3-1 | 0-1 | 1-2 |      | 0-0  | 2-3 | 1-1  | 3-0 | 1-1  | 2-1  | 0-1 |
| AS Nancy-Lorraine                                          | 2-0 | 1-0 | 0-2 | 2-0 | 1-0  | 0-2 | 1-2  | 2-3 | 0-3  | 0-0 | 4-0 | 0-3 | 0-3  |      | 1-1 | 0-1  | 1-2 | 3-0  | 3-1  | 0-0 |
| FC Nantes                                                  | 2-1 | 1-0 | 0-1 | 1-0 | 3-1  | 4-1 | 0-0  | 1-0 | 0-6  | 3-2 | 0-3 | 0-1 | 1-0  | 0-2  |     | 1-1  | 0-2 | 1-2  | 0-0  | 1-1 |
| OGC Nice                                                   | 0-2 | 1-1 | 2-1 | 2-2 | 2-1  | 3-1 | 1-1  | 2-1 | 2-0  | 3-2 | 0-0 | 4-0 | 2-1  | 3-1  | 4-1 |      | 3-1 | 1-0  | 1-0  | 3-0 |
| Paris Saint-Germain                                        | 2-0 | 5-0 | 2-0 | 1-1 | 3-0  | 4-0 | 2-1  | 5-0 | 2-1  | 0-0 | 3-0 | 1-1 | 2-0  | 1-0  | 2-0 | 2-2  |     | 4-0  | 1-1  | 0-0 |
| Stade rennais FC                                           | 1-1 | 1-2 | 1-1 | 2-0 | 1-1  | 1-0 | 2-0  | 1-0 | 1-1  | 3-2 | 1-0 | 2-3 | 1-0  | 2-0  | 1-1 | 2-2  | 0-1 |      | 2-0  | 1-0 |
| AS Saint-Étienne                                           | 2-1 | 1-0 | 2-2 | 0-1 | 1-1  | 1-0 | 3-1  | 4-0 | 2-0  | 0-0 | 2-2 | 1-1 | 3-1  | 0-0  | 1-1 | 0-1  | 0-5 | 1-1  |      | 0-0 |
| Toulouse FC                                                | 4-0 | 4-1 | 4-1 | 0-1 | 0-0  | 2-1 | 1-1  | 3-2 | 1-2  | 0-0 | 1-2 | 3-1 | 1-0  | 1-1  | 0-1 | 1-1  | 2-0 | 0-0  | 0-3  |     |
| - Victoire à domicile - Match nul - Victoire à l'extérieur |     |     |     |     |      |     |      |     |      |     |     |     |      |      |     |      |     |      |      |     |

a La LFP décide, lors de la Commission de discipline du 4 mai 2017, d'accorder une victoire sur tapis vert à l'Olympique lyonnais face au SC Bastia à la suite des incidents ayant eu lieu durant la rencontre entre les deux équipes le 16 avril au stade Armand-Cesari de Furiani. Des spectateurs avaient alors envahi la pelouse pendant l'échauffement des joueurs lyonnais, retardant le démarrage du match de 53 minutes, puis, au moment de la mi-temps à 0-0, une nouvelle altercation éclate entre Anthony Lopes et un homme de la sécurité bastiaise à laquelle se mêlent joueurs et supporters, amenant à l'interruption définitive du match vingt minutes plus tard. Cette défaite est établie sur le score de 0 à 0 (« sans perte de goal-average » pour Bastia) et n'entraîne pas d'addition de buts, Lyon n'obtenant que les points de la victoire.

### Barrages de relégation
Cette saison marque le retour des barrages, disparus depuis 1993 et la mise en place d'une poule unique en deuxième division la saison suivante. Les barrages de relégation entre le dix-huitième de Ligue 1 et le troisième de Ligue 2 prennent place le jeudi 25 mai et le dimanche 28 mai, sous la forme d'une confrontation aller-retour. Le vainqueur de ces barrages obtient une place pour le Ligue 1 tandis que le perdant va en Ligue 2.
L'ES Troyes AC est promu à l'issue de ces barrages en l'emportant 2 buts à 1 contre le FC Lorient sur l'ensemble des deux matchs.
| Match aller             | (L2) ES Troyes AC         | 2 - 1   | FC Lorient (L1) | Stade de l'Aube, Troyes                                          |                                                                  |
| Jeudi 25 mai 2017 20h45 | Darbion 37e · Nivet 90+1e | (1 - 0) | 82e Waris       | Diffuseur : Canal+ Sport, beIN Sports 1 Arbitrage : Ruddy Buquet | Diffuseur : Canal+ Sport, beIN Sports 1 Arbitrage : Ruddy Buquet |
| Jeudi 25 mai 2017 20h45 | Rapport                   |         |                 | Diffuseur : Canal+ Sport, beIN Sports 1 Arbitrage : Ruddy Buquet | Diffuseur : Canal+ Sport, beIN Sports 1 Arbitrage : Ruddy Buquet |

| Match retour               | (L1) FC Lorient | 0 - 0   | ES Troyes AC (L2) | Stade du Moustoir, Lorient                                         |                                                                    |
| Dimanche 28 mai 2017 21h00 |                 | (0 - 0) |                   | Diffuseur : Canal+ Sport, beIN Sports 1 Arbitrage : Clément Turpin | Diffuseur : Canal+ Sport, beIN Sports 1 Arbitrage : Clément Turpin |
| Dimanche 28 mai 2017 21h00 | Rapport         |         |                   | Diffuseur : Canal+ Sport, beIN Sports 1 Arbitrage : Clément Turpin | Diffuseur : Canal+ Sport, beIN Sports 1 Arbitrage : Clément Turpin |

## Statistiques

### Domicile et extérieur
Source : Classement domicile et Classement extérieur Sur LFP.fr
| Rang | Équipe                 | Pts | J  | G  | N | P  | Bp | Bc | Diff |
| ---- | ---------------------- | --- | -- | -- | - | -- | -- | -- | ---- |
| 1    | AS Monaco              | 52  | 19 | 17 | 1 | 1  | 63 | 13 | +50  |
| 2    | OGC Nice               | 46  | 19 | 14 | 4 | 1  | 39 | 16 | +23  |
| 3    | Paris Saint-Germain    | 45  | 19 | 13 | 6 | 0  | 42 | 7  | +35  |
| 4    | Olympique de Marseille | 43  | 19 | 13 | 4 | 2  | 33 | 13 | +20  |
| 5    | En Avant de Guingamp   | 39  | 19 | 12 | 3 | 4  | 28 | 13 | +15  |
| 6    | Olympique lyonnais     | 37  | 19 | 12 | 1 | 6  | 46 | 26 | +20  |
| 7    | Stade rennais FC       | 36  | 19 | 10 | 6 | 3  | 26 | 15 | +11  |
| 8    | Girondins de Bordeaux  | 33  | 19 | 9  | 6 | 4  | 27 | 19 | +8   |
| 9    | Toulouse FC            | 30  | 19 | 8  | 6 | 5  | 28 | 18 | +10  |
| 10   | AS Saint-Étienne       | 30  | 19 | 7  | 9 | 3  | 24 | 18 | +6   |
| 11   | Montpellier HSC        | 29  | 19 | 8  | 5 | 6  | 28 | 22 | +6   |
| 12   | Angers SCO             | 29  | 19 | 8  | 5 | 6  | 23 | 17 | +6   |
| 13   | FC Nantes              | 28  | 19 | 8  | 4 | 7  | 19 | 24 | -5   |
| 14   | FC Metz                | 28  | 19 | 7  | 7 | 5  | 27 | 34 | -7   |
| 15   | Dijon FCO              | 27  | 19 | 7  | 6 | 6  | 27 | 21 | +6   |
| 16   | FC Lorient             | 25  | 19 | 7  | 4 | 8  | 25 | 29 | -4   |
| 17   | SC Bastia              | 24  | 19 | 5  | 9 | 5  | 17 | 14 | +3   |
| 18   | Lille OSC              | 24  | 19 | 7  | 3 | 9  | 24 | 24 | 0    |
| 19   | AS Nancy-Lorraine      | 24  | 19 | 7  | 3 | 9  | 21 | 23 | -2   |
| 20   | SM Caen                | 23  | 19 | 7  | 2 | 10 | 21 | 37 | -16  |

| Rang | Équipe                 | Pts | J  | G  | N | P  | Bp | Bc | Diff |
| ---- | ---------------------- | --- | -- | -- | - | -- | -- | -- | ---- |
| 1    | AS Monaco              | 43  | 19 | 13 | 4 | 2  | 44 | 18 | +26  |
| 2    | Paris Saint-Germain    | 42  | 19 | 14 | 0 | 5  | 41 | 20 | +21  |
| 3    | OGC Nice               | 32  | 19 | 8  | 8 | 3  | 24 | 20 | +4   |
| 4    | Olympique lyonnais     | 30  | 19 | 8  | 3 | 7  | 31 | 22 | +9   |
| 5    | Girondins de Bordeaux  | 26  | 19 | 6  | 8 | 5  | 26 | 24 | +2   |
| 6    | FC Nantes              | 23  | 19 | 6  | 5 | 8  | 21 | 30 | -9   |
| 7    | Lille OSC              | 22  | 19 | 6  | 4 | 9  | 16 | 23 | -7   |
| 8    | AS Saint-Étienne       | 20  | 19 | 5  | 5 | 8  | 17 | 24 | -7   |
| 9    | Olympique de Marseille | 19  | 19 | 4  | 7 | 8  | 24 | 28 | -4   |
| 10   | Angers SCO             | 17  | 19 | 5  | 2 | 12 | 17 | 32 | -15  |
| 11   | FC Metz                | 15  | 19 | 4  | 3 | 12 | 12 | 38 | -26  |
| 12   | SM Caen                | 14  | 19 | 3  | 5 | 11 | 15 | 28 | -13  |
| 13   | Toulouse FC            | 14  | 19 | 2  | 8 | 9  | 9  | 23 | -14  |
| 14   | Stade rennais FC       | 14  | 19 | 2  | 8 | 9  | 10 | 27 | -17  |
| 15   | AS Nancy-Lorraine      | 11  | 19 | 2  | 5 | 12 | 8  | 29 | -21  |
| 16   | FC Lorient             | 11  | 19 | 3  | 2 | 14 | 19 | 41 | -22  |
| 17   | EA Guingamp            | 11  | 19 | 2  | 5 | 12 | 18 | 40 | -22  |
| 18   | Dijon FCO              | 10  | 19 | 1  | 7 | 11 | 19 | 37 | -18  |
| 19   | Montpellier HSC        | 10  | 19 | 2  | 4 | 13 | 20 | 44 | -24  |
| 20   | SC Bastia              | 10  | 19 | 3  | 1 | 15 | 12 | 40 | -28  |

Mis à jour le 20 mai 2017 (domicile) et le 20 mai 2017 (extérieur).

### Évolution du classement
| Journées →  | 1  | 2  | 3  | 4  | 5  | 6  | 7  | 8  | 9  | 10 | 11 | 12 | 13 | 14 | 15 | 16 | 17 | 18 | 19 | 20 | 21 | 22 | 23 | 24 | 25 | 26 | 27 | 28 | 29 | 30 | 31 | 32 | 33 | 34 | 35 | 36 | 37 | 38 | 1er | Bar. | Rel. |
| Équipe ↓    |    |    |    |    |    |    |    |    |    |    |    |    |    |    |    |    |    |    |    |    |    |    |    |    |    |    |    |    |    |    |    |    |    |    |    |    |    |    |     |      |      |
| ----------- | -- | -- | -- | -- | -- | -- | -- | -- | -- | -- | -- | -- | -- | -- | -- | -- | -- | -- | -- | -- | -- | -- | -- | -- | -- | -- | -- | -- | -- | -- | -- | -- | -- | -- | -- | -- | -- | -- | --- | ---- | ---- |
| Monaco      | 9  | 6  | 2  | 1  | 1  | 3  | 2  | 2  | 3  | 2  | 2  | 2  | 2  | 2  | 3  | 2  | 2  | 2  | 2  | 1  | 1  | 1  | 1  | 1  | 1  | 1  | 1  | 1  | 1  | 1  | 1  | 1  | 1  | 1  | 1  | 1  | 1  | 1  | 21  |      |      |
| Paris SG    | 8  | 2  | 5  | 7  | 3  | 2  | 4  | 3  | 2  | 3  | 3  | 3  | 3  | 3  | 2  | 3  | 3  | 3  | 3  | 3  | 3  | 3  | 2  | 2  | 2  | 2  | 2  | 2  | 2  | 2  | 2  | 2  | 2  | 2  | 2  | 2  | 2  | 2  |     |      |      |
| Nice        | 5  | 3  | 3  | 2  | 2  | 1  | 1  | 1  | 1  | 1  | 1  | 1  | 1  | 1  | 1  | 1  | 1  | 1  | 1  | 2  | 2  | 2  | 3  | 3  | 3  | 3  | 3  | 3  | 3  | 3  | 3  | 3  | 3  | 3  | 3  | 3  | 3  | 3  | 14  |      |      |
| Lyon        | 1  | 1  | 4  | 8  | 9  | 7  | 9  | 5  | 8  | 10 | 8  | 7  | 4  | 7  | 4  | 6  | 4  | 4  | 4  | 4  | 4  | 4  | 4  | 4  | 4  | 4  | 4  | 4  | 4  | 4  | 4  | 4  | 4  | 5  | 4  | 4  | 4  | 4  | 2   |      |      |
| Marseille   | 12 | 16 | 11 | 14 | 15 | 15 | 13 | 14 | 12 | 11 | 11 | 12 | 11 | 12 | 11 | 10 | 9  | 6  | 6  | 6  | 7  | 6  | 6  | 6  | 6  | 7  | 7  | 5  | 5  | 5  | 5  | 6  | 6  | 6  | 6  | 5  | 5  | 5  |     |      |      |
| Bordeaux    | 2  | 14 | 8  | 4  | 5  | 4  | 5  | 6  | 6  | 8  | 9  | 8  | 7  | 6  | 5  | 7  | 10 | 10 | 10 | 10 | 9  | 7  | 7  | 7  | 7  | 6  | 5  | 6  | 6  | 6  | 6  | 5  | 5  | 4  | 5  | 6  | 6  | 6  |     |      |      |
| Nantes      | 7  | 11 | 17 | 18 | 18 | 16 | 18 | 16 | 13 | 14 | 15 | 16 | 17 | 17 | 19 | 19 | 19 | 19 | 17 | 11 | 11 | 12 | 14 | 15 | 12 | 13 | 11 | 12 | 10 | 11 | 9  | 8  | 10 | 8  | 8  | 8  | 7  | 7  |     | 3    | 4    |
| St-Étienne  | 13 | 8  | 10 | 12 | 8  | 10 | 7  | 9  | 9  | 7  | 7  | 9  | 9  | 8  | 9  | 9  | 8  | 9  | 8  | 8  | 6  | 5  | 5  | 5  | 5  | 5  | 6  | 7  | 7  | 7  | 7  | 7  | 7  | 7  | 7  | 7  | 8  | 8  |     |      |      |
| Rennes      | 17 | 9  | 12 | 6  | 10 | 8  | 11 | 7  | 7  | 6  | 5  | 5  | 6  | 4  | 6  | 4  | 5  | 7  | 7  | 7  | 8  | 9  | 9  | 8  | 10 | 10 | 8  | 8  | 9  | 8  | 11 | 11 | 9  | 9  | 9  | 10 | 9  | 9  |     |      |      |
| Guingamp    | 10 | 5  | 1  | 5  | 7  | 6  | 8  | 10 | 5  | 5  | 4  | 4  | 5  | 5  | 7  | 5  | 6  | 5  | 5  | 5  | 5  | 8  | 8  | 9  | 8  | 9  | 10 | 11 | 8  | 10 | 8  | 10 | 8  | 10 | 10 | 9  | 10 | 10 | 1   |      |      |
| Lille       | 13 | 10 | 13 | 15 | 17 | 18 | 20 | 18 | 18 | 16 | 17 | 18 | 19 | 19 | 17 | 14 | 11 | 13 | 12 | 14 | 14 | 11 | 12 | 13 | 17 | 14 | 16 | 16 | 14 | 14 | 13 | 13 | 14 | 12 | 11 | 11 | 12 | 11 |     | 4    | 3    |
| Angers      | 18 | 18 | 18 | 17 | 13 | 11 | 12 | 12 | 10 | 9  | 10 | 10 | 10 | 10 | 10 | 11 | 12 | 15 | 16 | 18 | 19 | 16 | 18 | 18 | 14 | 12 | 12 | 10 | 12 | 9  | 12 | 12 | 13 | 14 | 14 | 14 | 13 | 12 |     | 6    | 1    |
| Toulouse    | 11 | 4  | 9  | 11 | 6  | 5  | 3  | 4  | 4  | 4  | 6  | 6  | 8  | 9  | 8  | 8  | 7  | 8  | 9  | 9  | 10 | 10 | 10 | 10 | 9  | 8  | 9  | 9  | 11 | 12 | 10 | 9  | 11 | 11 | 12 | 12 | 11 | 13 |     |      |      |
| Metz        | 4  | 15 | 7  | 3  | 4  | 9  | 6  | 8  | 11 | 12 | 13 | 14 | 12 | 11 | 12 | 13 | 15 | 17 | 19 | 20 | 18 | 19 | 17 | 12 | 16 | 16 | 15 | 15 | 16 | 13 | 14 | 15 | 15 | 15 | 15 | 13 | 14 | 14 |     | 1    | 3    |
| Montpellier | 6  | 13 | 14 | 13 | 12 | 13 | 16 | 17 | 15 | 17 | 16 | 13 | 13 | 13 | 14 | 12 | 13 | 11 | 11 | 13 | 13 | 15 | 13 | 14 | 11 | 11 | 13 | 13 | 13 | 15 | 15 | 14 | 12 | 13 | 13 | 15 | 15 | 15 |     |      |      |
| Dijon       | 16 | 17 | 15 | 16 | 16 | 19 | 14 | 15 | 17 | 13 | 12 | 11 | 14 | 14 | 15 | 15 | 17 | 18 | 15 | 16 | 15 | 13 | 16 | 17 | 13 | 17 | 18 | 18 | 17 | 17 | 17 | 19 | 19 | 18 | 17 | 18 | 16 | 16 |     | 5    | 3    |
| Caen        | 2  | 12 | 6  | 10 | 14 | 14 | 15 | 13 | 16 | 18 | 18 | 15 | 15 | 15 | 18 | 17 | 18 | 16 | 18 | 15 | 17 | 18 | 15 | 16 | 18 | 15 | 14 | 14 | 15 | 16 | 16 | 16 | 16 | 17 | 18 | 16 | 17 | 17 |     | 8    |      |
| Lorient     | 15 | 19 | 19 | 20 | 20 | 20 | 17 | 19 | 19 | 20 | 20 | 20 | 20 | 20 | 20 | 20 | 20 | 20 | 20 | 19 | 20 | 20 | 20 | 20 | 20 | 20 | 20 | 20 | 20 | 20 | 19 | 18 | 18 | 16 | 16 | 17 | 18 | 18 |     | 4    | 29   |
| Nancy       | 20 | 20 | 20 | 19 | 19 | 17 | 19 | 20 | 20 | 19 | 19 | 19 | 18 | 18 | 13 | 16 | 14 | 14 | 13 | 12 | 12 | 14 | 11 | 11 | 15 | 18 | 17 | 17 | 18 | 18 | 18 | 17 | 17 | 19 | 19 | 19 | 20 | 19 |     | 6    | 16   |
| Bastia      | 19 | 7  | 16 | 9  | 11 | 12 | 10 | 11 | 14 | 15 | 14 | 17 | 16 | 16 | 16 | 18 | 16 | 12 | 14 | 17 | 16 | 17 | 19 | 19 | 19 | 19 | 19 | 19 | 19 | 19 | 20 | 20 | 20 | 20 | 20 | 20 | 19 | 20 |     | 1    | 17   |

En gras et italique, équipes comptant un match en retard :
1. 1 2 3  Metz-Lyon, match de la 16e journée interrompu à 1-0 à la 30e minute à la suite de jets de pétards sur le gardien lyonnais Anthony Lopes[24]. Entre les 19e et 20e journées, à la suite des incidents survenus lors du match, Metz se voit sanctionné de trois points, dont un avec sursis, par la LFP et se retrouve alors 19e du classement[25] ; après appel, les deux points de pénalité fermes sont convertis en sursis, Metz récupère donc deux points entre les 27e et 28e journées[26]. Le match est finalement rejoué intégralement entre les 31e et 32e journées.
2. ↑  Nantes-Caen, match de la 17e journée reporté en raison du brouillard[27], joué entre les 20e et 21e journées.
3. ↑  Caen-Nancy, match de la 21e journée reporté en raison du terrain gelé[28] ; joué entre les 26e et 27e journées.
4. ↑  Bastia-Nantes, match de la 24e journée reporté en raison du terrain impraticable après de fortes précipitations ; joué entre les 27e et 28e journées.
5. ↑  Monaco-Saint-Étienne et Metz-Paris Saint-Germain, matchs de la 31e journée reportés pour permettre la tenue de Monaco-Paris Saint-Germain (finale de la coupe de la Ligue) ; Metz-Paris Saint-Germain a été joué entre les 33e et 34e journées et Monaco-Saint-Étienne entre les 37e et 38e journées.
6. ↑  Bastia-Lyon, match de la 33e journée interrompu à 0-0 à la mi-temps à la suite de violences impliquant spectateurs, stadiers et joueurs. Le match est annulé. Entre les 35e et 36e journées, sans être rejoué, le match est donné perdu par Bastia et gagné par Lyon sur le score vierge de 0 à 0.

### Buts marqués par journée
Ce graphique représente le nombre de buts marqués lors de chaque journée.
* Indique que tous les matches de la journée n'ont pas encore été disputés.

### Classement des buteurs
Mise à jour : 20 mai 2017
| #  | Buteur              | Club                   | Buts Note 1 | Pen. Note 1 | Pas. Note 2 | J Note 3 | Min. Note 4 | Pts. Note 5 |
| -- | ------------------- | ---------------------- | ----------- | ----------- | ----------- | -------- | ----------- | ----------- |
| 1  | Edinson Cavani      | Paris SG               | 35          | 7           | 4           | 24       | 2965        | 62          |
| 2  | Alexandre Lacazette | Olympique lyonnais     | 28          | 10          | 3           | 20       | 2405        | 40          |
| 3  | Radamel Falcao      | AS Monaco              | 21          | 4           | 5           | 14       | 1927        | 42          |
| 4  | Bafétimbi Gomis     | Olympique de Marseille | 20          | 3           | 3           | 16       | 2599        | 37          |
| 5  | Kylian Mbappé       | AS Monaco              | 15          | 0           | 8           | 11       | 1498        | 33          |
| 6  | Florian Thauvin     | Olympique de Marseille | 15          | 1           | 9           | 11       | 2956        | 25          |
| 7  | Ivan Santini        | SM Caen                | 15          | 3           | 2           | 12       | 2874        | 21          |
| 8  | Mario Balotelli     | OGC Nice               | 15          | 3           | 1           | 11       | 1739        | 28          |
| 9  | Steve Mounié        | Montpellier HSC        | 14          | 0           | 2           | 13       | 2824        | 20          |
| 10 | Nicolas de Préville | LOSC Lille             | 14          | 5           | 1           | 11       | 2059        | 25          |

| Source : Classement des buteurs sur le site de la LFP 1 : Nombre de buts inscrits (+) avec nombre de pénaltys (-) 2 : Nombre de passes décisives (+) 3 : Nombre de matchs durant lequel le joueur a marqué (+) 4 : Temps de jeu total en minutes (-) 5 : Nombre de points du club du buteur (+) |

### Classement des passeurs
Mise à jour : 20 mai 2017
|    | Passeur           | Club                                   | Pas. Note 1 | CPA. Note 1 | J Note 2 | Min. Note 3 |
| -- | ----------------- | -------------------------------------- | ----------- | ----------- | -------- | ----------- |
| 1  | Morgan Sanson     | Montpellier HSC Olympique de Marseille | 12          | 0           | 11       | 3100        |
| 2  | Thomas Lemar      | AS Monaco                              | 10          | 4           | 9        | 2610        |
| 3  | Jean Michaël Seri | OGC Nice                               | 10          | 5           | 9        | 2982        |
| 4  | Bernardo Silva    | AS Monaco                              | 9           | 0           | 9        | 2782        |
| 5  | Florian Thauvin   | Olympique de Marseille                 | 9           | 3           | 8        | 2956        |
| 6  | Ryad Boudebouz    | Montpellier HSC                        | 9           | 5           | 8        | 2921        |
| 7  | Kylian Mbappé     | AS Monaco                              | 8           | 0           | 7        | 1498        |
| 8  | Valentin Eysseric | OGC Nice                               | 7           | 0           | 7        | 2076        |
| 9  | Léo Dubois        | FC Nantes                              | 7           | 0           | 7        | 3133        |
| 10 | Fernando Marçal   | EA Guingamp                            | 7           | 0           | 6        | 2687        |

| Source : Classement officiel des passeurs de la LFP 1 : Nombre de passes décisives (+) dont coups de pied arrêtés (-) 2 : Nombre de matchs durant lequel le joueur a effectué une ou plusieurs passes décisives (+) 3 : Temps de jeu total en minutes (-) |

### Plus grosses affluences de la saison
| Rang | Match                                          | Journée | Date     | Affluence | Score |
| ---- | ---------------------------------------------- | ------- | -------- | --------- | ----- |
| 1    | Olympique de Marseille - Paris Saint-Germain   | J27     | 26.02.17 | 65 252    | 1-5   |
| 2    | Olympique de Marseille - OGC Nice              | J36     | 07.05.17 | 61 685    | 2-1   |
| 3    | Olympique de Marseille - Girondins de Bordeaux | J11     | 30.10.16 | 57 091    | 0-0   |
| 4    | Olympique lyonnais - AS Saint-Étienne          | J08     | 02.10.16 | 57 050    | 2-0   |
| 5    | Olympique de Marseille - SC Bastia             | J38     | 20.05.17 | 55 178    | 1-0   |
| 6    | Olympique lyonnais - Paris Saint-Germain       | J14     | 27.11.16 | 55 107    | 1-2   |
| 7    | Olympique de Marseille - AS Saint-Étienne      | J33     | 16.04.17 | 54 100    | 4-0   |
| 8    | Olympique lyonnais - OGC Nice                  | J38     | 20.05.17 | 50 080    | 3-3   |
| 9    | Olympique lyonnais - Olympique de Marseille    | J21     | 22.01.17 | 48 147    | 3-1   |
| 10   | Paris Saint-Germain - Olympique de Marseille   | J10     | 23.10.16 | 47 929    | 0-0   |

### Affluences par journée
Ce graphique représente le nombre de spectateurs lors de chaque journée.
* indique que tous les matches de la journée n'ont pas encore été disputés ou qu'il manque des données.

## Événements de la saison
- 12 août 2016 : le Paris Saint-Germain, tenant du titre, s'impose 0-1 à Bastia en ouverture du championnat.
- 28 août 2016 : lors du choc de la 3e journée, l'AS Monaco bat le Paris Saint-Germain sur le score de 3-1.
- 11 septembre 2016 : Mario Balotelli, recrue star de l'OGC Nice, permet à son club de s'imposer grâce à un doublé sur le score de 3-2 face à l'Olympique de Marseille.
- 21 septembre 2016 : Les deux premiers et deux seules équipes invaincues de Ligue 1 s'affrontent : l'OGC Nice domine l'AS Monaco à domicile sur le score de 4-0 et s'installe en tête du championnat.
- 23 septembre 2016 : le Toulouse FC s'impose sur le score de 2 buts à 0 face au Paris Saint-Germain grâce à des buts de Yann Bodiger et de Jimmy Durmaz et monte sur le podium de la Ligue 1.
- 14 octobre 2016 : le Toulouse FC s'impose sur le score de 3 buts à 1 face à l'AS Monaco et remonte provisoirement sur le podium. Dans le même temps, l'OGC Nice s'impose sur le score de 2-0 face à l'Olympique lyonnais, un de ses adversaires direct pour le titre et conforte sa place de leader après 9 journées.
- 20 octobre 2016 : l'Olympique de Marseille écarte Franck Passi et nomme Rudi Garcia comme nouvel entraîneur à 3 jours du « Classique » face au Paris Saint-Germain.
- 23 octobre 2016 : le FC Lorient renvoie son entraîneur Sylvain Ripoll après 10 journées de championnat voyant le club pointer à la dernière place du classement.
- 6 novembre 2016 : L'OGC Nice subit sa première défaite de la saison en s'inclinant 1 but à 0 face au SM Caen.
- 8 novembre 2016 : le FC Lorient nomme Bernard Casoni comme nouvel entraîneur du club.
- 22 novembre 2016 : le LOSC Lille, alors dix-neuvième au classement, renvoie Frédéric Antonetti à la suite des mauvais résultats du club.
- 30 novembre 2016 : l'Olympique lyonnais inflige la plus importante défaite du FC Nantes à domicile de son histoire en venant s'imposer à la Beaujoire par 6 buts à 0.
- 2 décembre 2016 : le FC Nantes, alors dix-neuvième au classement, renvoie René Girard à la suite des mauvais résultats du club.
- 3 décembre 2016 : le Paris Saint-Germain subit sa 3e défaite de la saison en s'inclinant 3 buts à 0 sur la pelouse du Montpellier HSC. Le match entre le FC Metz et l'Olympique lyonnais est définitivement arrêté à la 30e minute de jeu consécutivement à des jets de pétards sur Anthony Lopes. Touché aux deux tympans, le portier lyonnais est transféré à l'hôpital pour y suivre des examens.
- 8 décembre 2016 : le FC Nantes nomme Sérgio Conceição comme nouvel entraîneur du club pour 2 ans.
- 17 décembre 2016 : l'En Avant de Guingamp s'impose sur sa pelouse face au Paris Saint-Germain et remonte à la 4e place.
- 18 décembre 2016 : l'OGC Nice est déclaré Champion d'automne dès la 18e journée après sa victoire sur le Dijon FCO conjuguée à la défaite monégasque face à l'Olympique lyonnais.
- 26 février 2017 : lors du Classique, le Paris Saint-Germain inflige une humiliation historique au Stade Vélodrome face à l'Olympique de Marseille sur le score de 5 buts à 1.
- 27 février 2017 : le SC Bastia, alors dix-neuvième au classement, renvoie François Ciccolini et nomme Rui Almeida comme nouvel entraîneur du club.
- 16 avril 2017 : plusieurs incidents ont éclaté lors du match opposant le SC Bastia et L'Olympique Lyonnais. D'abord à la fin de l'échauffement des joueurs lyonnais, un supporter bastiais entrave l'entraînement du gardien lyonnais Mathieu Gorgelin. Puis plusieurs supporters bastiais envahissent la pelouse pour se battre avec les joueurs lyonnais. Le match débute avec 50 minutes de retard. Un deuxième incident éclate alors entre le chef de la sécurité de Furiani et Anthony Lopes après une invasion du terrain par des supporters bastiais. Un stadier vient même frapper un joueur lyonnais. À la suite de cela, le match est définitivement interrompu.
- 30 avril 2017 : l'OGC Nice bat le Paris Saint-Germain sur le score de 3 buts à 1 et permet à l'AS Monaco de se rapprocher du titre de champion.
- 17 mai 2017 : l'AS Monaco est sacré champion de France pour la 8e fois de son histoire à l'issue de sa victoire 2 buts à 0 face à l'AS Saint-Étienne.
- 20 mai 2017 : après plusieurs rebondissements au cours de la dernière journée, le SM Caen termine in extremis 17e et premier non-relégable avec 37 points. Le SC Bastia, vaincu chez l'Olympique de Marseille (1-0) et l'AS Nancy-Lorraine, malgré sa victoire contre l'AS Saint-Étienne, sont relégués en Ligue 2. Le FC Lorient, après son nul contre les Girondins de Bordeaux (1-1), devra passer par un barrage pour rester dans l'élite.
- 28 mai 2017 : le FC Lorient est relégué en Ligue 2 après 11 années de présence dans l'élite après la défaite en barrage face à l'ESTAC Troyes.

## Bilan de la saison
- Meilleure attaque : AS Monaco (107 buts marqués)[31].
- Meilleure défense : Paris Saint-Germain (27 buts encaissés)[32].
- Premier but de la saison :  Mustapha Diallo   29e pour l'EA Guingamp contre l'AS Monaco (2-2) le 12 août 2016[33].
- Dernier but de la saison :  Jean Michaël Seri   90+3e (pen.) pour l'OGC Nice contre l'Olympique lyonnais (3-3) le 21 mai 2017[34].
- Premier but contre son camp :  Serge Aurier   80e (csc) du Paris Saint-Germain en faveur de l'AS Monaco (3-1) le 28 août 2016[35].
- Premier penalty :  Fabinho   71e (pen.) pour l'AS Monaco contre l'EA Guingamp (2-2) le 12 août 2016[33].
- Premier but sur coup franc direct :  Malcom   72e pour les Girondins de Bordeaux contre l'AS Saint-Étienne (3-2) le 13 août 2016[36].
- Premier doublé :  Benjamin Moukandjo   5e   19e (pen.) pour le FC Lorient contre le SM Caen (3-2) le 13 août 2016[37].
- Premier triplé :  Alexandre Lacazette   33e   44e   90+2e pour l'Olympique lyonnais contre l'AS Nancy-Lorraine (0-3) le 14 août 2016[38].
- Premier carton rouge :  Zargo Touré   26e pour le FC Lorient contre le SM Caen le 13 août 2016[37].
- But le plus rapide d'une rencontre :  Valentin Vada   14e sec. pour les Girondins de Bordeaux contre le Toulouse FC (1-0) le 21 janvier 2017[39].
- But le plus tardif d'une rencontre :  Alexandre Lacazette   90+6e pour l'Olympique lyonnais contre le SM Caen (2-0) le 19 août 2016[40].
- Plus jeune buteur de la saison :  Malang Sarr à l'âge de 17 ans, 6 mois et 21 jours pour l'OGC Nice contre le Stade rennais (1-0), le 14 août 2016[41].
- Plus vieux buteur de la saison :  Vitorino Hilton à l'âge de 39 ans, 4 mois et 26 jours pour le Montpellier HSC contre l'AS Monaco (1-2), le 7 février 2017[42].
- Meilleure possession du ballon : Paris Saint-Germain (60 % de possession de balle)[43].
- Journée de championnat la plus riche en buts : 25e journée (37 buts)[44].
- Journée de championnat la plus pauvre en buts : 13e journée (18 buts)[44].
- Nombre de buts inscrits durant la saison : 991 buts[44].
- Plus grand nombre de buts dans une rencontre : 8 buts
  - 6-2 lors de AS Monaco - Montpellier HSC le 21 octobre 2016[45].
- Plus large victoire à domicile : 6 buts d'écart
  - 6-0 lors d'AS Monaco - AS Nancy-Lorraine le 4 novembre 2016[46].
- Plus large victoire à l'extérieur : 7 buts d'écart
  - 0-7 lors de FC Metz - AS Monaco le 1er octobre 2016[47].
- Plus grand nombre de buts en une mi-temps : 6 buts
  - 2e mi-temps d'AS Monaco - Montpellier HSC (1-1, 6-2) le 21 octobre 2016[45].
- Plus grand nombre de buts dans une rencontre pour un joueur : 4 buts
  -  Edinson Cavani   12e   23e (pen.)   38e   45+1e pour le Paris Saint-Germain contre le SM Caen (0-6) le 16 septembre 2016[48].
- Doublé le plus rapide : 2 minutes
  -  Thomas Lemar   90e   90+2e pour AS Monaco contre le Stade rennais (3-0) le 17 septembre 2016[49].
  -  Valentin Vada   50e (pen.)   52e pour les Girondins de Bordeaux contre le FC Metz (3-0) le 8 avril 2017[50].
- Triplé le plus rapide : 23 minutes
  -  Edinson Cavani   23e (pen.)   38e   45+1e pour le Paris Saint-Germain contre le SM Caen (0-6) le 16 septembre 2016[48].
- Les triplés de la saison :
  -  Alexandre Lacazette   33e   44e   90+2e pour l'Olympique lyonnais contre l'AS Nancy-Lorraine (0-3) le 14 août 2016[38].
  -  Mevlüt Erdinç   18e   45+3e   78e (pen.) pour le FC Metz contre le FC Nantes (0-3) le 11 septembre 2016[51].
  -  Casimir Ninga   18e   25e   58e pour le Montpellier HSC contre Dijon FCO (3-3) le 1er octobre 2016.
  -  Alassane Pléa   12e   38e (pen.)   83e pour l'OGC Nice contre le FC Metz (2-4) le 23 octobre 2016[52].
  -  Radamel Falcao   4e   50e   64e (pen.) pour l'AS Monaco contre les Girondins de Bordeaux (0-4) le 10 décembre 2016[53].
  -  Ola Toivonen   8e   20e   60e pour le Toulouse FC contre le FC Lorient (3-2) le 10 décembre 2016[54].
  -  Bafétimbi Gomis   4e   19e   77e pour l'Olympique de Marseille contre le Montpellier HSC (5-1) le 27 janvier 2017[55].
  -  Kylian Mbappé   7e   20e   50e pour l'AS Monaco contre le FC Metz (5-0) le 11 février 2017[56].
  -  Florian Thauvin   3e   63e   89e pour l'Olympique de Marseille contre le SM Caen (1-5) le 30 avril 2017[57].
  -  Nicolas de Préville   16e   46e   53e (pen.) pour le Lille OSC contre le FC Nantes (3-0) le 20 mai 2017[58].
- Plus grand nombre de spectateurs dans une rencontre : 65 252 spectateurs lors de Olympique de Marseille - Paris Saint-Germain le 26 février 2017[59].
- Plus petit nombre de spectateurs dans une rencontre : 5 539 spectateurs lors d'AS Monaco - AS Nancy-Lorraine le 5 novembre 2016[60].
- Plus grande série de victoires : 12 matchs pour l'AS Monaco entre la 27e et la 38e journée.
- Plus grande série de défaites : 5 matchs pour le FC Lorient entre la 25e et la 29e journée.
- Plus grande série de matchs sans défaite : 20 matchs pour l'AS Monaco entre la 19e et la 38e journée.
- Plus grande série de matchs sans victoire : 12 matchs pour le SC Bastia entre la 20e et la 31e journée.
- Champion d'automne : OGC Nice.
- Champion : AS Monaco

## Parcours en coupes d'Europe

### Parcours européen des clubs
Le parcours des clubs français en coupes d'Europe est important puisqu'il détermine le coefficient UEFA, et donc le nombre de clubs français présents en coupes d'Europe les années suivantes.
| Club                | Compétition         | Résultat                 | Ultime(s) adversaire(s) | Ultime(s) adversaire(s) | Ultime(s) adversaire(s) |
| ------------------- | ------------------- | ------------------------ | ----------------------- | ----------------------- | ----------------------- |
| Paris Saint-Germain | Ligue des champions | 8e de finale             | FC Barcelone            | FC Barcelone            | FC Barcelone            |
| AS Monaco           | Ligue des champions | Demi-finale              | Juventus FC             | Juventus FC             | Juventus FC             |
| Olympique lyonnais  | Ligue des champions | Phase de groupes         | Juventus FC             | Séville FC              | Dinamo Zagreb           |
| Olympique lyonnais  | Ligue Europa        | Demi-finale              | Ajax Amsterdam          | Ajax Amsterdam          | Ajax Amsterdam          |
| AS Saint-Étienne    | Ligue Europa        | 16e de finale            | Manchester United       | Manchester United       | Manchester United       |
| OGC Nice            | Ligue Europa        | Phase de groupes         | Schalke 04              | FK Krasnodar            | Red Bull Salzbourg      |
| Lille OSC           | Ligue Europa        | 3e tour de qualification | FK Qabala               | FK Qabala               | FK Qabala               |

### Coefficient UEFA du championnat français
Le parcours des clubs français en UEFA est important puisqu'il détermine le coefficient UEFA, et donc les futures places en coupes d'Europe des différents clubs français.
Le classement UEFA de la fin de saison 2015-2016 donne le classement et donc la répartition et le nombre d'équipes pour les coupes d'Europe de la saison 2017-2018.
Mise à jour le : 8 juillet 2017
| Rang 2016 | Rang 2015 | Évolution | Ligue      | 2012-2013 | 2013-2014 | 2014-2015 | 2015-2016 | 2016-2017 | Coefficient | Places en LC | Places en LC | Places en LC | Places en LC | Places en LC | Places en LE | Places en LE | Places en LE | Places en LE | Places en LE | Équipes en lice | Équipes en lice |
| Rang 2016 | Rang 2015 | Évolution | Ligue      | 2012-2013 | 2013-2014 | 2014-2015 | 2015-2016 | 2016-2017 | Coefficient | PG           | TB           | T3           | T2           | T1           | PG           | TB           | T3           | T2           | T1           | LC              | LE              |
| --------- | --------- | --------- | ---------- | --------- | --------- | --------- | --------- | --------- | ----------- | ------------ | ------------ | ------------ | ------------ | ------------ | ------------ | ------------ | ------------ | ------------ | ------------ | --------------- | --------------- |
| 1         | 1         | =         | Espagne    | 17,714    | 23,000    | 20,214    | 23,928    | 19,857    | 104,713     | 3            | 1            | -            | -            | -            | 2            | -            | 1            | -            | -            | 1               | 0               |
| 2         | 2         | =         | Allemagne  | 17,928    | 14,714    | 15,857    | 16,428    | 14,571    | 79,498      | 3            | 1            | -            | -            | -            | 2            | -            | 1            | -            | -            | 0               | 0               |
| 3         | 3         | =         | Angleterre | 16,428    | 16,785    | 13,571    | 14,250    | 14,642    | 75,676      | 3            | 1            | -            | -            | -            | 2            | -            | 1            | -            | -            | 0               | 1               |
| 4         | 4         | =         | Italie     | 14,416    | 14,166    | 19,000    | 11,500    | 14,250    | 73,332      | 2            | 1            | -            | -            | -            | 2            | -            | 1            | -            | -            | 1               | 0               |
| 5         | 6         | +1        | France     | 11,750    | 8,500     | 10,916    | 11,083    | 14,416    | 56,665      | 2            | 1            | -            | -            | -            | 1            | -            | 2            | -            | -            | 0               | 0               |
| 6         | 7         | +1        | Russie     | 9,750     | 10,416    | 9,666     | 11,500    | 9,200     | 50,532      | 1            | -            | 1            | -            | -            | 1            | -            | 2            | -            | -            | 0               | 0               |
| 7         | 5         | -2        | Portugal   | 11,750    | 9,916     | 9,083     | 10,500    | 8,083     | 49,332      | 2            | -            | 1            | -            | -            | 1            | -            | 2            | -            | -            | 0               | 0               |
| 8         | 8         | =         | Ukraine    | 9,500     | 7,833     | 10,000    | 9,800     | 5,500     | 42,633      | 1            | -            | 1            | -            | -            | 1            | -            | 2            | -            | -            | 0               | 0               |
| 9         | 9         | =         | Belgique   | 6,500     | 6,400     | 9,600     | 7,400     | 12,500    | 42,400      | 1            | -            | 1            | -            | -            | 1            | -            | 2            | -            | -            | 0               | 0               |

### Coefficient UEFA des clubs engagés en Coupe d'Europe
Ce classement est fondé sur les résultats des clubs entre la saison 2012-2013 et la saison 2016-2017. Il sert pour les tirages aux sort des compétitions européennes 2017-2018. Seuls les clubs français sont ici présentés.
- Ligue des champions 2016-2017
- Ligue Europa 2016-2017

Mise à jour le : 14 avril 2017
| Rang 2017 | Rang 2016 | Évolution | Club                   | 2012-2013 | 2013-2014 | 2014-2015 | 2015-2016 | 2016-2017 | Coefficient |
| --------- | --------- | --------- | ---------------------- | --------- | --------- | --------- | --------- | --------- | ----------- |
| 6         | 7         | +1        | Paris Saint-Germain FC | 27,350    | 26,700    | 23,183    | 26,216    | 22,883    | 126,333     |
| 23        | 28        | +5        | Olympique lyonnais     | 14,350    | 16,700    | 3,683     | 9,216     | 24,833    | 68,833      |
| 29        | 58        | +29       | AS Monaco              | 2,350     | 1,700     | 23,183    | 7,216     | 27,833    | 62,333      |
| 58        | 81        | +23       | AS Saint-Étienne       | 2,350     | 3,200     | 7,183     | 11,216    | 11,833    | 35,833      |
| 92        | 70        | -22       | Lille OSC              | 8,350     | 1,700     | 6,183     | 2,216     | 3,833     | 22,333      |
| 117       | 139       | +22       | OGC Nice               | 2,350     | 3,200     | 2,183     | 2,216     | 6,833     | 16,833      |